# 高唐赋
《高唐赋》是由战国楚国辞赋作家宋玉创作的一篇赋。该赋下启《神女赋》。在赋中，宋玉由与楚襄王同游云梦台，眺望高唐观写起，描述了前任楚王在此地曾经所梦见的巫山神女，塑造了自由奔放的神女形象。有人以为其中对云雨的描写暗指男女交欢，也是成語「巫山雲雨」的由來。该赋还渲染云雨之后的壮丽山河，鼓励楚王为国为民改良政治。
文章中的楚襄王为宋玉所事君主。